# Яницька Єлизавета Львівна
Єлизавета Львівна Яницька, до шлюбу Гросман (16 (28) серпня 1850, Городище, Городищенська волость, Черкаський повіт, Київська губернія — 19 грудня 1913 (1 січня 1914), Київ) — українська земська лікарка, одна з перших в Російській імперії жінок, які отримали лікарський диплом.

## Родина
Народилася 1853 року в єврейській родині. Батько, Лев Мойсейович Гросман (1819—1896), був асесором і лікарем Одеського повітового училища, пізніше став статським радником. Помер у Санкт-Петербурзі і похований на Преображенському єврейському кладовищі (19 місце, 2-3 ст. ділянка). Мати — Генрієтта Василівна (Іезекіїлівна) (дошлюбне прізвище невідоме) (1816—1913), закінчила Гейдельберзький університет, вільно володіла трьома європейськими мовами, померла в Санкт-Петербурзі.
У родині Єлизавети Яницької було 10 дітей, відомі імена 8 з них:
- Михайло, закінчив Військово-медичну академію, 30 червня 1892 року — колезький радник, старший лікар 71-го піхотного Белевського полку, в 1914 році — дійсний статський радник, корпусний лікар 2-го Сибірського корпусу[ru] (Іркутський військовий округ[ru], штаб — Чита).
- Василь, 1882 року — присяжний повірений, у 1892—1900 роках — колезький асесор, присяжний повірений, 1904—1917 роках — присяжний повірений, присяжний стряпчий.
- Єлизавета Львівна
- Марина Львівна Ліхтенштадт (1857—1937), перекладачка, громадська діячка, правозахисниця, учасниця «Народної волі» і творчиня «Групи допомоги політичним в'язням Шліссельбурзької каторжної в'язниці» (їй присвячена книга О. Я. Бруштейн[ru] «Квіти Шліссельбурга»); мати Володимира Осиповича Ліхтенштадта[ru] (1882—1919), російського революціонера і перекладача.
- Розалія (Раїса Прибильова, 1858—1900), учасниця «Народної волі», засуджена в справі «сімнадцяти народовольців»[ru] (1883); дружина літераторів-народовольців Олександра Васильовича Прибильова[ru] (1857—1936) і Миколи Сергійовича Тютчева[ru] (1856—1924).
- Анатолій (? — близько 1905 року)
- Яків (1868—1893)
- Агафія.

З 1881 Єлизавета Гросман перебувала в шлюбі з Федором Феодосійовичем Яницьким (1852—1937), військово-польовим хірургом, генералом медичної служби, доктором медицини. Народила четверо дітей. Двоє синів померли в дитинстві, імена невідомі. Донька Віра Яницька (1889—1937) — російська і радянська психоаналітикиня, педагогиня, секретарка Російського психоаналітичного товариства, одружена з Отто Шмідтом; Микола Яницький (1891—1979) — бібліотечний діяч, книгознавець, бібліограф, історик, географ, статистик, доктор географічних наук, професор, письменник.

## Біографія
1877 року, закінчивши одеську гімназію, стала курсисткою Жіночих лікарських курсів при Санкт-Петербурзькому Миколаївському клінічному шпиталі.
1881 року одружилася і працювала разом з чоловіком на епідемії дифтериту в Полтавському земстві.
1882 року отримала диплом лікарки. У 1882—1889 роках працювала земською лікаркою у Лохвицькому повіті Полтавської губернії. Шість з семи років працювала безоплатно, оскільки земська бюрократія вважала, що чоловіки неохоче звертаються до жінки-лікарки. За час роботи прийняла 11 690 хворих і 19 066 відвідала. У ці роки народила двох старших синів.
У 1892—1894 роках працювала в лікарнях при Клінічному інституті великої княгині Олени Павлівни, в дитячій клініці Військово-медичної академії, в пологовому відділенні Обухівської лікарні.
У 1897—1900 роках — шкільна лікарка і викладачка гігієни в Кам'янець-Подільській Маріїнській жіночій гімназії. Крім того, з дозволу великої княгині Олександри Петрівни, вела амбулаторний прийом хворих при Київському Покровському жіночому монастирі.
У 1900—1909 роках за дорученням Одеської міської управи проводила обстеження учнів міських училищ з метою ліквідації серед них очних хвороб, а також працювала дільничною «лікаркою для бідних», завідувала дитячою санітарної станцією Товариства піклування про хворих дітей на Хаджибейському лимані під Одесою.
1902 року — санітарна лікарка міської управи під час спалаху чуми. Нагороджена знаком «За боротьбу з чумою».
1905 року за участі Єлизавети Яницької було організовано пункт першої допомоги євреям, що постраждали від погрому.
1937 року померла в Києві.
Володіла французькою і німецькою, грала на роялі. Була членкинею Фребелівського педагогічного товариства, Товариства народних дитячих садків. Брала участь у роботі Київського релігійно-філософського товариства.

## Праці
Єлизавета Яницька з чоловіком опублікували кілька докладних звітів про рівень медичної допомоги в Полтавській губернії, зокрема розділ про Лохвицький повіт у випуску «Земсько-медичного збірника» за 1893 рік:
- Яницкий Ф. Ф., Яницкая Е. Л. Гигиеническое состояние школ Лохвицкого уезда Полтавской губернии. Труды 2-го Съезда земских врачей Полтавской губернии, Полтава, 1883.
- Яницкий Ф. Ф., Яницкая Е. Л. Исторический очерк 25-летия земской медицины Лохвицкого уезда Полтавской губернии. Земско-медицинский сборник. Издан Правлением Съезда врачей в память Н. И. Пирогова. Вып. VI. Полтава. 1893.